# Central vella del Mas Forniol
Central vella del Mas Forniol és una central hidroelèctrica del municipi de Boadella i les Escaules (Alt Empordà) inclosa en l'Inventari del Patrimoni Arquitectònic de Catalunya.

## Descripció
Situat al nord-oest del nucli urbà de la població de Boadella, a escassa distància i a ponent del mas Perxers, al marge de llevant del riu la Muga.
Edifici aïllat rehabilitat de planta més o menys rectangular, amb la coberta de teula de dues vessants i distribuït en planta baixa i dos pisos. La façana principal, orientada a migdia, presenta un cos adossat format per una gran volta rebaixada, bastida amb pedra desbastada disposada a sardinell. Aquest cos està cobert per una terrassa al nivell del pis, que dona accés a l'interior de l'edifici i a la que s'accedeix des d'unes escales exteriors de pedra. Des d'aquesta terrassa es pot accedir a l'eixida adossada a la façana de llevant, rectangular i amb accés des del primer nivell. Majoritàriament, totes les obertures de l'edifici han estat reformades, són rectangulars i tenen els emmarcaments arrebossats. Adossat a la façana de tramuntana hi ha un porxo amb la coberta d'un sol vessant, obert mitjançant tres arcades de mig punt arrebossades. A l'interior es conserva l'antiga sala de màquines central, amb el sostre embigat de fusta, i també es manté el fossar d'entrada per l'aigua, actualment buit. A pocs metres de distància per la banda de llevant hi ha una construcció annexa força enrunada. En origen tenia la coberta d'un sol vessant, tot i que actualment està esfondrada, i presenta un portal de mig punt de maons i una finestra d'arc rebaixat també de maons.
La construcció és bastida en pedra desbastada lligada amb morter de calç. La façana principal i el porxo estan arrebossats i pintats.

## Història
La Central d'en Forniol o molí d'en Forniol, deu el seu nom al mas que està situat a escaigs metres, conegut com a mas d'en Forniol o, posteriorment al segle xx, mas d'en Perxés. Alguns cronistes creuen que l'origen del molí pot ser medieval, encara que l'edifici que queda dempeus s'hauria d'enquadrar cronològicament a segle xviii.
Les primeres notícies històriques que es troben mencionen com a propietaris la família Rotllan del mas Rotllan, el 1586, encara que no es pot assegurar que el molí que menciona en el capbreu sigui l'actual.
No serà fins a l'any 1787 quan es registra que el molí era habitat per en Sebastià Pont, fill de Paulí Pont i Bàrbara Pont. Poc després, l'any 1797 en les capitulacions matrimonials entre Sebastià Pont, moliner de Boadella, amb Rosa Vinyes, es documenta la signatura com a testimoni d'aquesta unió d'un tal Joan Forniol de Darnius, propietari del mas Mallolic (més tard anomenat mas Forniol) i que consta com a Propietari del molí d'en Pont. D'aquesta manera queda documentada la família Pont com a treballadors d'aquest molí durant la segona meitat del segle xviii i principi del XIX.
No va ser fins a l'inici del segle XX quan, entre 1907 i 1909 el molí fou reconvertit en central hidroelèctrica per l'empresari figuerenc Pau Pagès Lloveres, conegut com a "Garida".
Posteriorment entre els anys 1970 i 1980 aquest edifici va ser reformat encara que actualment resta deshabitat i en desús.